# Кноппер, Ришард
Ришард Кноппер (нидерл. Richard Knopper, МФА: [ˈriʃɑrt ˈknɔpər]; род. 29 августа 1977, Рейсвейк, Гаага) — нидерландский футболист, игравший на позиции полузащитника, выступал за команды «Аякс», «Арис», «Херенвен», «Витесс», «АДО Ден Хааг» и ПСМ Макасар.
Завершил карьеру в 2012 году, будучи игроком любительского клуба «Хагландия».

## Клубная карьера

### Ранние годы
Ришард Кноппер начал заниматься футболом в 1984 году в возрасте семи лет в
составе юношеской команды «Рейсвейк». В 1988 году Ришард перешёл в юношескую команду роттердамского «Фейеноорда», у Кноппера были все шансы со временем попасть в основной состав «Фейеноорда», но 1993 году Ришард перешёл в стан амстердамского «Аякса», чьи селекционеры заметили молодого полузащитника.

### «Аякс»

#### Сезон 1997/98
Через три года, в 1997 году, Ришард подписал долгосрочный контракт с «Аяксом», дебют Кноппера в основной команде состоялся 9 ноября 1997 года в матче против роттердамской «Спарты». В том матче Ришард вышел на замену на 79-й минуте вместо аргентинца Мариано Хуана, матч завершился гостевой победой «Аякса» с разгромным счётом 0:5. В дебютном сезоне за «Аякс» Кноппер провёл всего два матча в Высшем дивизионе Нидерландов, и в обоих матчах его команда добивалась крупных побед.

#### Сезон 1998/99
В сезоне 1998/99 главный тренер «Аякса» датчанин Мортен Ольсен не слишком много давал игрового времени Кнопперу, который сыграл лишь в одиннадцати матчах чемпионата .

#### Сезон 1999/00
В 1999 году, после прихода на пост главного тренера «Аякса» Яна Ваутерса, который до этого тренировал молодёжный состав «Аякса», Кноппер стал безоговорочным игроком основного состава. Свои первые голы за «Аякс» Ришард забил 20 августа 1999 года в матче чемпионата Нидерландов сезона 1999/00 против клуба МВВ. Счёт в матче открыл Ришард на 20-й минуте с передачи Бриана Лаудрупа, а через четыре минуты Франк Верлат довёл счёт до 0:2. Ещё в первом тайме футболисты МВВ смогли отыграть один мяч, на 41-й минуте отличился бразилец Эмерсон. В начале второго тайма Кноппер на 50-й минуте оформил дубль, ассистировал ему вновь Бриан Лаудруп, который позже также отличился забитым мячом. В итоге матч завершился гостевой победой «Аякса» со счётом 2:6, Кноппер был одним из лучших в том матче, забив два гола и сделав одну голевую передачу. На протяжении всего сезона Ришард регулярно отличался забитыми мячами, Кноппер в 33 матчах забил 15 мячей, по итогам сезона Ришард получил звание таланта года в «Аяксе». «Аякс» же по итогам сезона 1999/00 занял пятое место, поднявшись на одну позицию вверх по сравнению с сезоном 1998/99. Из-за не слишком успешного выступления «Аякса» главный тренер Ян Ваутерс по итогам сезона покинул клуб, а на его место пришёл Ко Адриансе.

#### Сезон 2000/01
В октябре 2000 года Ришард получил тяжёлую травму голеностопа и был вынужден пропустить пол сезона, во много из-за проделанной на голеностопе операции. На поле Кноппер вернулся лишь в мае 2001 года, в матче чемпионата Нидерландов сезона 2000/01 против «Витесса» он вышел на замену на 75-й минуте вместо Рашарда Витсге, в итоге матч завершился домашним поражением «Аякса» со счётом 1:2. Всего, в довольно неудачном для Кноппера сезоне, Ришард сыграл восемь матчей и забил три гола. «Аякс» и без помощи Кноппера смог занять третье место в чемпионат, во многом благодаря Рональду Куману, который пришёл на место уволенного в конце ноября 2000 года Ко Адриансе. Однако после прихода Кумана, Кноппер стал всё реже попадать в основной состав, который по составу был действительно на тот момент сильным, тогда как в полузащите была действительно серьёзная конкуренция, во многом из-за этого Ришард сыграл лишь в одиннадцати матчах чемпионата. Но по итогам сезона, «Аякс», спустя четыре года, вновь вернул себе звание сильнейший команды Нидерландов, а Кноппер выиграл свой первый титул в карьере.

### «Арис» и «Херенвен»
В августе 2002 года во многом из-за того, что Кноппер не проходил в основной состав, руководство приняло решение отдать Ришарда в годичную аренду греческому «Арису» из города Салоники. В составе «Ариса» Ришард в сезоне 2002/03 сыграл 21 матч и забил 1 гол. В июле 2003 года Кноппер вернулся в «Аякс», а уже через месяц, в августе, Ришард был отдан в аренду «Херенвену». Дебют Кноппера состоялся 17 августа 2003 года в матче против «Волендама», который завершился гостевой победой «Херенвена» со счётом 0:1, единственный мяч в матче забил на 20-й минуте шведский нападающий Стефан Селакович. Спустя месяц, 20 сентября, Ришард забил свой первый мяч за «Херенвен», это произошло в гостевом матче против АЗ, но забитый мяч Кноппера на 43-й минуте не помог его клубу избежать поражения со счётом 3:1. Всего за «Херенвен» в сезоне 2003/04 Кноппер провёл 32 матча и забил 9 мячей.

### «Витесс»
В июле 2004 года Кноппер подписал трехлетний контракт с клубом «Витесс». Несмотря на то, что контракт с «Аяксом» у Ришарда действовал до 30 июня 2005 года, руководство амстердамского клуба решило отпустить Кноппера в «Витесс» бесплатно, хотя до этого Ришарду предлагали вновь перейти в один из клубов в аренду, но Кноппер от этой идеи отказался. Дебютировал Ришард 13 августа 2004 года в матче против «Роды», завершившийся гостевой победой «Витесса» со счётом 2:3, Кноппер в матче отличился лишь жёлтой карточкой. В составе «Витесса» за два сезона Ришард провёл 47 матчей и забил 8 мячей.

### «АДО Ден Хааг»
В 2006 году у Кноппера и у нового главного тренера «Витесса» Ада де Моса возникли разногласия, и Ришард был вынужден уйти в аренду в клуб АДО, хотя мог и оказаться в английском клубе «Престон Норт Энд». За АДО Ришард в сезоне 2006/07 сыграл 15 матчей и забил два мяч. После окончания аренды Ришард смог в качестве свободного игрока перейти в АДО, так как его контракт с «Витессом» истёк. С АДО Кноппер подписал контракт до 2010 года, даже несмотря на то, что клубу предстояло вступать лишь в Первом дивизион Нидерландов. Дебют Ришарда в Первом дивизионе состоялся 10 августа 2007 года в матче против МВВ, но дебют выдался неудачным, АДО проиграл в гостях со счётом 2:1, единственный мяч за АДО забил нападающий Ханс ван де Хар с передачи Ришарда Кноппера. Всего в сезоне 2007/08 Кноппер забил 5 мячей в 25 матчах, а его команда заняла шестое место в турнирной таблице и через плей-офф чемпионата смогла вернуть себе место в Высшем дивизионе Нидерландов.

### ПСМ Макасар
В январе 2011 года Кноппер стал игроком индонезийского клуба ПСМ Макасар.

## Достижения
- Чемпион Нидерландов: 2001/02